# Indigofera aspalathoides
Indigofera aspalathoides är en ärtväxtart som beskrevs av Dc. Indigofera aspalathoides ingår i släktet indigosläktet, och familjen ärtväxter. Inga underarter finns listade i Catalogue of Life.